# Big Mac
Big Mac est une marque commerciale attachée à un hamburger commercialisé par McDonald’s, une chaîne de restauration rapide américaine (fast-food). Lancé dans la ville américaine de Pittsburgh en 1967 et dans tous les États-Unis en 1968, le Big Mac est l'une des préparations phares de l’enseigne. Ce hamburger est composé de deux rondelles de 45,4 g de viande hachée de bœuf ou poulet, de fromage américain, de « Sauce Spéciale » (une variante de la sauce Thousand Island Dressing), de laitue, de cornichons au vinaigre et d’oignons, le tout entre trois tranches de pain au sésame. Il est commercialisé dans 119 pays.

## Histoire
Cette marque et le sandwich attaché ont été créés par Jim Delligatti, l'un des premiers franchisés de Ray Kroc, qui gérait plusieurs restaurants dans la ville de Pittsburgh (Pennsylvanie). Il a été élaboré pour la première fois dans les cuisines de la première franchise McDonald’s de Delligatti, située sur McKnight Road, dans la banlieue nord de Ross. Ce sandwich avait deux marques auparavant, mais toutes deux furent un échec commercial : la première était « L'Aristocrate », que les clients trouvaient difficile à prononcer et à comprendre, puis « Burger Cordon Bleu ». La troisième, « Big Mac », fut créé par Esther Glickstein Rose, une secrétaire commerciale âgée de 21 ans qui travaillait au siège social de McDonald's à Oak Brook, dans l'Illinois. Il était proposé au prix de vente de 45 cents et destiné à concurrencer Big Boy, un sandwich similaire des restaurants Big Boy. Ce hamburger eut un tel succès qu’il fut intégré aux menus de tous les restaurants de la chaîne en 1968. En janvier 2019, McDonald's perd l'exclusivité de la marque "Big Mac" dans l'Union européenne.

## Produit
C'est l'un des produits les plus connus des clients de McDonald's. Il est composé de 90,8 g de steak haché de viande de bœuf (vache laitière de réforme), de fromage américain, de « sauce spéciale » (une variante de la sauce à salade « thousand island dressing »), de laitue iceberg, de cornichons au vinaigre et d'oignon, le tout dans trois tranches de pain sucré (bun au sésame). Il est connu à travers le monde et est souvent utilisé comme un symbole du capitalisme américain. Le journal The Economist l'a utilisé comme une référence de comparaison entre les coûts de la vie dans différents pays (l'indice Big Mac), du fait de sa large disponibilité. De temps à autre, on parle de cet index comme de « Burgernomics ».
Il est constitué de deux steaks hachés de bœuf de 45,4 g, de deux lits de laitue iceberg (deux fois 14 g), d'une tranche de fromage américain fondu (disposée sur la partie inférieure), de deux tranches de cornichons au vinaigre, d'oignons réhydratés (deux fois 3,5 g) et d'une sauce spéciale incluant : huile de soja, condiment de cornichons (fabriqué avec des cornichons coupés en cubes, du sirop de maïs à haute teneur en fructose, du sucre, du vinaigre, sel, chlorure de calcium (E509), gomme xanthane (E415), sorbate de potassium (E202), extraits d’épice, mono-oléate de polyoxyéthylène de sorbitane (E433, aussi appelé polysorbate 80)), extrait de vinaigre, eau, jaune d’œuf, sirop de maïs à haute teneur en fructose, poudre d’oignon, graine de moutarde, sel, épices, Alginate de propane-1 (E405), benzoate de sodium E211, conservateur), son de moutarde, sucre, poudre d’ail, protéine végétale (maïs hydrolysé, soja et blé, mais il s’agit en réalité de glutamate monosodique, E621), colorant au caramel, extrait de paprika, lécithine de soja, curcuma (colorant), disodium de calcium d’EDTA (E385, conservateur d’arôme), le tout dans un pain de mie au sésame de 75 grammes dont voici la composition : farine enrichie (farine de blé raffiné, farine d’orge malté, niacine, fer (« reduced iron »), thiamine, mononitrate, riboflavine, acide folique, enzymes), eau, sirop de maïs à haute teneur en fructose, sucre, huile de soja et/ou huile de soja partiellement hydrogénée, sel, sulfate de calcium (E516), carbonate de calcium (E170, colorant blanc), gluten de blé, sulfate d’ammonium (E517, stabilisateur), chlorure d’ammonium (E510), stéaryl de sodium lactylé (E481(i), émulsifiant, stabilisant), esters mixtes acétiques et tartriques des mono- et diglycérides d’acides gras (E472(f) DATEM * (Diacetyl Tartaric (Acid) Ester of Monoglyceride), acide ascorbique (E300), azodicarbonamide (E927), mono- et diglycérides (E471), mono- et diglycérides éthoxyles (E488), orthophosphate monocalcique (E341(i)), enzymes, gomme de guar (E412), peroxyde de calcium (E930, agent de traitement de la farine), farine de soja, propionate de calcium (E282, conservateur), propionate de sodium (E281) (conservateur interdit par l'Union européenne depuis 2004), lécithine de soja, graines de sésame.
En Inde, où la vache est un animal sacré, le sandwich de marque Big Mac est remplacée par le Maharaja Mac, un sandwich au poulet.
550 millions de ce sandwich sont vendus chaque année.

### Valeurs nutritionnelles
Selon McDonald's, les valeurs nutritionnelles pour un sandwich de marque Big Mac sont :
|                          | Par produit | Apport de référence (AR) |
| ------------------------ | ----------- | ------------------------ |
| Énergie                  | 2 131 kJ    | 25 %                     |
|                          | 508 kcal    | 25 %                     |
| Matière grasse           | 26 g        | 37 %                     |
| dont acides gras saturés | 10 g        | 50 %                     |
| Glucides                 | 42 g        | 16 %                     |
| dont sucres              | 8,7 g       | 10 %                     |
| Fibres                   | 3,1 g       | -                        |
| Protéines                | 27 g        | 54 %                     |
| Sel                      | 2,3 g       | 38 %                     |

La base de données nutritionnelles du département de l'Agriculture des États-Unis, dans sa version SR28 de 2015, fournit les valeurs moyennes suivantes pour 100 g de McDonald's Big Mac : 257 kCal d'énergie apportés par 11,8 g de protéines, 15,0 g de lipides et 20,1 g de glucides (dont 4,0 g de sucres) ; autres constituants : 460 mg de sodium, 1,6 g de fibres alimentaires, 188 UI (unités internationales) de vitamine A, 0,4 mg de vitamine C, 116,0 mg de calcium et 2,0 mg de fer.

## Sauce spéciale
Le nom a été lancé, en 1974, par une campagne publicitaire présentant la liste des ingrédients du Big Mac : « deux tranches de viande de bœuf, de la sauce spéciale, de la laitue, du fromage, des cornichons, et des oignons dans du pain au sésame ».
La sauce Big Mac est livrée aux restaurants McDonald’s dans des bidons scellés, conçus par Sealright, à partir desquels la sauce est fournie à travers un « pistolet à sauce » spécialement calibré, qui délivre une quantité prédéfinie de sauce pour chaque appui sur la gâchette.
En 2012, McDonald’s admit que les ingrédients de la sauce spéciale ne constituaient pas vraiment un secret, car la formule était disponible sur le web depuis des années. Il s’agit de mayonnaise commercialisée, de cornichons doux, de sucre, de moutarde, le tout mélangé avec du vinaigre, de la poudre d’ail, de la poudre d’oignon, paprika mais également de Sweet Relish.

## Campagnes publicitaires
Les premières campagnes publicitaires de McDonald’s consacrées au Big Mac furent des affiches, avant que la première publicité télévisée, où le chanteur américain Hoyt Axton interprétait « la ballade du Big Mac », ne soit lancée en 1969.

### Le slogan «deux tranches de viande de bœuf»
Le slogan de la publicité « deux tranches de viande de bœuf, sauce spéciale, laitue, fromage, cornichons, oignons, dans du pain au sésame » fut créé par Keith Reinhard, directeur émérite de l’agence de communication DDB, et son groupe créatif chez Needham Harper and Steers. Le premier lancement de publicités dura un an et demi seulement, car elles furent interrompues en 1976. Cependant, leur popularité survécut à la campagne publicitaire télévisée. Consécutivement à la publicité précédente, McDonald’s poursuivit son effort avec une campagne basée sur l’engouement spontané de ses clients pour une « Grande Mac Attaque ».
Plusieurs franchises aux États-Unis lancèrent des jeux durant lesquels les clients remportaient un burger s’ils récitaient le slogan de la firme, dans un laps de temps défini (généralement deux ou trois secondes). À la suite de cette campagne, les restaurants McDonald’s de la ville de New York se retrouvèrent à court de pains Big Mac.

### Publicité des années 1980
Au début des années 1980, à titre promotionnel, McDonald’s organisa une rivalité interne entre ses deux produits les plus vendus. Les clients étaient invités à décider « Lequel des deux sera le numéro un ? les Chicken McNuggets ou le sandwich Big Mac ? ». À chaque fois qu’un des deux produits était acheté, on en offrit au client un deuxième à moitié prix. Plus tard, le deuxième était offert gracieusement. On annonça finalement que le Big Mac était le « numéro un ».

### Publicité 2004-2005
En 2005, McDonald’s a commencé à offrir des récompenses de placement de produit pour les artistes de Hip Hop qui citaient le Big Mac dans leurs chansons. En effet, la firme récompensait les artistes de 5 $ à chaque fois qu’une chanson mentionnant le mot Big Mac passait à la radio.

### Personnage de McDonaldland
En plus d’être le nom de référence de McDonald’s, Big Mac était le nom d’un personnage, l’Officier Big Mac dans McDonaldland, le monde fictif créé à titre de campagne publicitaire pour McDonald’s. L’Officier Big Mac ressemblait au Maire McCheese, à l’exception qu’il était le chef de la police, portant un uniforme et ayant comme tête un Big Mac.

## Musée
Le 22 août 2007, McDonald’s ouvre le musée Big Mac à Huntingdon en Pennsylvanie, afin de célébrer le 40e anniversaire du Big Mac. Le musée contient la plus grande statue Big Mac du monde et présente des centaines d’objets et de présentations à la gloire du Big Mac.

## Compétitions et concours
Le hamburger est parfois vu comme un objet alimentaire emblématique et est occasionnellement la source de concours du plus gros mangeur dont les records culminent dans la trentaine de Big Mac consommés en moins de 45 minutes.
Dans un autre ordre, et sans qu'il ne s'agisse d'une compétition déclarée, Don Gorske, un américain souvent considéré comme le plus grand fan de la chaine alimentaire, est reconnu comme la personne ayant consommé le plus de Big Mac, accumulant plus de 30 000 unités depuis 1972.

## Affaires sanitaires
En 1999, en Grande-Bretagne, trois juges de Cours d’appel ont relevé qu’une alimentation à base de produits McDonald’s pouvait mener à des maladies cardiovasculaires.